# Leningrad (zespół muzyczny)
Leningrad (ros. Ленинград) – rosyjski zespół muzyczny grający muzykę z gatunku ska. Jego nazwa odnosi się do dawnej nazwy miasta, w którym został on utworzony (Petersburg, dawniej Leningrad). Liderem i wokalistą zespołu jest Siergiej „Sznur” Sznurow.
Zespół należy do najbardziej rozpoznawalnych twórców rosyjskiej muzyki undergroundowej. Cechą charakterystyczną jego twórczości jest dosadny język wykorzystujący bogactwo i złożoność rosyjskich wulgaryzmów.
Zespół wykorzystuje w swojej muzyce szeroką gamę instrumentów dętych: trąbkę, saksofon, puzon, tubę. Zespół sporadycznie wzbogaca się również o sakshorny.
W 2008 ich utwór Nikogo nie żal (ros. Никого не жалко) został wykorzystany w grze Grand Theft Auto IV (był jednym z utworów puszczanych w radiostacji Vladivostok FM). Utwór Prognoza pogody (ros. Прогноз погоды) pojawia się w końcowych sekwencjach filmu 360 Fernando Meirellesa z 2011. Piosenki grupy zostały także wykorzystane w rosyjskich filmach Бумер 2 (2006) i Точка (2006).
25 grudnia 2008 roku ogłoszono rozpad zespołu. 9 sierpnia 2010 roku, wraz z ogłoszeniem dwóch listopadowych koncertów w Moskwie, rozpoczęło się odrodzenie zespołu; w marcu 2019 roku ogłoszono, że trasa stadionowa zespołu w 2019 roku będzie ich ostatnią. 3 stycznia 2020 roku ogłoszono, że zespół ponownie połączy się na dwa występy na festiwalu Coachella, który miał odbyć się w kwietniu 2020 roku w Kalifornii, USA.
Grupa kilkukrotnie zagrała koncert w Polsce: po raz pierwszy w maju 2008 w warszawskim klubie Palladium, po raz drugi w lipcu 2008 na festiwalu Globaltica w Gdyni, a po raz trzeci i czwarty w styczniu 2009 w Krakowie i Warszawie. W sierpniu 2013 zespół wystąpił na XIX Przystanku Woodstock, a we wrześniu w Legnicy w ramach obchodów 20-lecia opuszczenia tego miasta przez wojska radzieckie. 2 kwietnia 2017 roku zagrali koncert w Warszawie z okazji dwudziestolecia działalności.

## Historia

### 1996–1999
Igor Wdowin brał udział w tworzeniu Leningradu w 1996 roku jako wokalista, teksty i muzykę do utworów pisał głównie Siergiej Sznurow, grał również na gitarze basowej, ale wkrótce został frontmanem. Mimo że główny skład zespołu powstał w latach 1995–1996, za oficjalną datę narodzin zespołu uznaje się 13 stycznia 1997 roku. W skład oryginalnego zespołu Leningrad wchodzili: Igor Wdowin (śpiew, gitara), Siergiej Sznurow (gitara basowa), Andriej Antonienko (akordeon, klawisze, tuba), Aleksandr Popow (śpiew, duży bęben, gitara), Aleksiej Kalinin (perkusja), Roman Fokin (saksofon), Oleg Sokołow (trąbka), Ilja Iwaszow (tuba). Podczas występów Leningradu często jeden lub kilku członków zespołu pojawiało się na scenie w stanie nietrzeźwym. Było to typowe dla wielu rosyjskich zespołów undergroundowych, ale pijaństwo stało się obowiązkowym elementem scenicznego wizerunku Leningradu.
Za czasów Igora Wdowina zespół grał głównie muzykę „podwórkową”, kierując się w dużej mierze twórczością Arkadija Siewiernego. Na początku działalności grupy przekleństwa w utworach Leningradu pojawiały się sporadycznie, ale począwszy od drugiej płyty („Mat biez elektriczestwa”), stały się integralną częścią muzyki tego zespołu. Latem 1998 roku Leonid Fiodorow wziął udział, jako producent dźwięku i muzyk, w nagraniu albumu, który nosił tytuł „Pula”. W grudniu 1998 roku Leonid zastąpił chorego frontmana Leningradu Igora Wdowina podczas występu w Pałacu Kultury Gorbunowa, gdzie zespół otwierał koncerty „AukcYona”. Album „Pula” ukazał się w lipcu 1999 roku (jego moskiewska prezentacja odbyła się 2 i 3 lipca w klubie „Bunkier”). Oprócz Leonida i muzyków z Leningradu, w nagraniu wziął udział perkusista „AukcYona” Pawieł Litwinow.
Jesienią 1998 roku odbyła się premiera debiutanckiego teledysku zespołu Leningrad na Sankt Petersburskim kanale NBN.
Leningrad – „Ja tak lublu tiebia”. Członkom zespołu nie spodobał się teledysk, a MTV Rossija kategorycznie odmówiła jego emisji. W tym samym czasie Igor Wdowin odszedł z grupy, a zespół próbował występować w kilku miastach z różnymi wokalistami.
Na niektórych koncertach rolę wokalisty i gitarzysty pełnił Aleksandr Popow pseudonim „Puzo” (istnieje historyczne nagranie koncertu w pobliżu hotelu „Pribałtijskaja”, gdzie występuje jako frontman zespołu). Po niepowodzeniu jednego z takich koncertów, Siergiej Sznurow postanowił zostać jedynym frontmanem Leningradu.
W tym czasie skład zespołu ulegał zmianom (odeszli trębacz Oleg Sokołow i puzonista Ramil Szamsutdinow, do zespołu dołączył Wsiewołod Antonow (znany jako Siewycz, do 2001 roku tylko sporadycznie brał udział w koncertach jako gitarzysta basowy), Swietłana Kolibaba (sporadycznie bierze też udział w koncertach zespołu jako klawiszowiec i wokalistka), puzonista Wasilij Sawin, trębacz Aleksandr Priwałow). W zaktualizowanym składzie zespół nagrał swój drugi album „Mat biez elektriczestwa”, który ukazał się nakładem wytwórni „Gala Records” 17 grudnia 1999 roku. Drugi teledysk do utworu „Du ju ław mi (Daj lubwi)” trafił do rotacji kanału telewizyjnego MTV-Russia. Zespół zaczął zdobywać popularność w kraju dzięki utworom „Dikij mużczina”, „Szou-biznies”, „Ałkogolik i pridurok”.

### 2000–2002
Zespół stał się znany dzięki rotacji niektórych utworów w „Naszem radio” oraz filmowi „DVB-2”, gdzie około 10 utworów Leningradu zostało wykorzystanych jako ścieżka dźwiękowa. Po tym wydarzeniu zespół zyskał szerokie grono wielbicieli.
Latem 2000 roku zespół nagrał swój trzeci album „Daczniki”. Utwory z płyty szybko przyjęły się w notowaniach, a koncertowy program „Daczniki” wywołał prawdziwy zachwyt u większości fanów zespołu. Podczas koncertów w tym okresie w zespole doszło do rozłamu – z powodu szalejącego pijaństwa i agresywnego zachowania Romana Fokina sekcja dęta Leningradu odseparowała się od „głównego trzonu” grupy – Sznurowa, Antonienki, Popowa i Kalinina.
W sierpniu 2000 roku został nakręcony trzeci teledysk do piosenki „Kogda niet dienieg”. W przeciwieństwie do dwóch pierwszych teledysków, ten był emitowany na MTV Russia aż do lata 2003 roku, kiedy to kanał zmienił swoją politykę i wiele klipów z poprzednich lat zniknęło z anteny.
Czwarty studyjny album Leningradu ukazał się w 2001 roku pod tytułem „Madie in żopa”. Na okładce płyty można dostrzec napis „Tri diebiła ispołniajut nieizwiestnyje piesni gruppy Leningrad”. Projekt Siergieja Sznurowa „Tri diebiła” to zespół Leningrad w okrojonym składzie: Sznur, Andromiedycz i Antienna. W 2001 roku zespół stał się jeszcze bardziej popularny dzięki występom na festiwalach „Krylja” i „Naszestwije” pod koniec roku na kanale „TV-6” odbyła się audycja programu „Ziemla-Wozduch”, podczas której Leningrad wykonał na żywo swoje utwory, w tym obsceniczny „Szou-biznies”. Grupa została skrytykowana przez wielu prowadzących audycje radiową, a Ksenia Striż nazwała Leningrad jednonocną imprezą. Mimo agresywnych ataków ze strony przedstawicieli mediów, Leningrad zyskał dzięki temu programowi dodatkową popularność.
W tym czasie, pod koniec 2001 roku, zespół aktywnie pracował nad kolejnym albumem, który został nazwany „Piraty XXI wieka”. Kilka surowych nagrań zostało wykradzionych ze studia Gala, a na ich podstawie wydano bootleg „Ja buchaju, no mogu uskoritʹsia”. Praca nad albumem „Piraty XXI wieka” przebiegała bardzo powoli, zespół miał pewne konflikty, więc aby poprawić brzmienie i środowisko studyjne Siergiej Sznurow zaprosił zespół z Sankt Petersburga Spitfire do wzięcia udziału w nagraniu albumu. Muzycy Spitfire Andriej Kurajew (gitara basowa) i Roman Parygin (trąbka) znali się z Siergiejem Sznurowem od wczesnych lat 90.
W lutym 2002 roku w Pałacu Sportowym „Jubilejnyj” odbyła się prezentacja albumu „Piraty XXI wieka” w której wzięło udział 17 muzyków – „starych” członków Leningradu i Spitfire (bez gitarzysty Konstantina Limonowa). Później koncert ten został wydany przez Galę na VHS „Czeriep i gosti” i stał się jednym z najlepszych występów w historii Leningradu.
Przed latem 2002 roku Siergiej Sznurow na jakiś czas rozwiązał Leningrad, zaczął pisać nowe piosenki, które znalazły się na albumach „Wtoroj Magadanskij” i „Dla millionow”, zapuścił włosy i zrobił sobie zęby. Latem 2002 roku odbyły się pierwsze koncerty „unowocześnionej” Leningradzkiej grupy rockowej – Spitfire wystąpił jako akompaniator, a muzycy „starego” składu nie zostali zaproszeni na koncert. W sierpniu 2002 roku członkowie „starego” składu Roman Fokin (saksofon), Wasilij Sawin (puzon), Aleksandr Priwałow (trąbka), Dmitrij Mielnikow (perkusja) opuścili zespół, wyrażając niezadowolenie z polityki prowadzonej przez Siergieja Sznurowa.
Jednak w październiku 2002 roku ostatni koncert Leningradu odbył się już w „starym” składzie, choć na scenie pojawili się także muzycy Spitfire. W połowie roku do zespołu dołączyło dwóch członków – gitarzysta Konstantin Limonow, ówczesny frontman Spitfire (z pozycją gitarzysty w zespole zawsze był problem, pierwszym gitarzystą był Igor Wdowin, następnie Den Kałasznik, a później partie gitarowe na zmianę grali Alexander Popow i Siergiej Sznurow), oraz saksofonista barytonowy Aleksiej Kaniew, były członek zespołu „Dwa samolota”.
Jurij Łużkow, jako mer Moskwy, zakazał dużych publicznych występów Leningradu w Moskwie. W rezultacie odwołany został zaplanowany na październik 2002 roku wielki moskiewski koncert Leningradu z udziałem Zachara Maja, a jaskrawoczerwone plakaty (z Siergiejem Sznurowem na koniu) wisiały aż do Nowego Roku. Koniec 2002 roku upłynął zespołowi pod znakiem udanej trasy koncertowej po Ameryce Północnej. Część materiałów nakręconych podczas trasy została opublikowana w filmie „Leningrad udieływajet Amieriku”, który następnie został wyemitowany w Muz-TV. Pod koniec listopada 2002 roku teledysk „WWW”, który został stworzony do oglądania w Internecie, został po raz pierwszy pokazany w ramach nocnego programu MTV Russia 2x1. Po pewnym czasie teledysk ten trafił na listy przebojów muzycznych kanałów telewizyjnych.
Siódmy studyjny album „Toczka”, wydany 29 listopada 2002 roku, był kompilacją materiału wcześniej wykradzionego ze studia pod roboczym tytułem „Ja buchaju, no mogu uskoritʹsia”, znanego jako solowe piosenki Siergieja Sznurowa oraz remiks utworu „Diskotieka Awarija” на „Szoubiznies” z albumu „Mat biez elektriczestwa”. Tytuł albumu, „Toczka”, podkreśla zakończone relacje pomiędzy Grupą Leningrad a jej byłą wytwórnią płytową Gala Records.

### 2003–2008
W lutym 2003 roku Leningrad zaprezentował swój nowy program „Dla millionow”. Jednak ósmy album Grupy Leningrad ukazał się 21 października 2003 roku nakładem „Mistierija zwuka” pod tytułem „Dla millionow”. 20 kwietnia 2003 roku teledysk do piosenki „Money” wygrał teledysk grupy MP3 „Kobzon” w wyniku dwudniowego głosowania sms-owego w programie „MTV Video Battle”. 5 czerwca 2003 roku Leningrad został laureatem nagrody „MuzTV 2003”, podczas którego muzycy wykonali błazenadę – członkowie zespołu pląsali do podkładu utworu „WWW”, a Roman Parygin co jakiś czas otwierał usta do nagrania głosu Sznurowa. Po otrzymaniu nagrody – metalowego talerza z jabłkiem, Sznurow rzucił go w stronę publiczności ze słowami: „Wolności nie można kupić ani sprzedać”. Jesienią 2003 roku Leningrad nagrał płytę Huinya (wydaną w 2005 roku) z trio muzycznym z Londynu The Tiger Lillies. W grudniu 2003 roku nastąpiło otwarcie niezależnej wytwórni „Sznur’ОК”, w której Siergiej Sznurow planował wypuszczać interesujące go wydania. Pierwszym pełnoprawnym albumem wydanym w tej wytwórni był „Thrills And Kills” zespołu Spitfire.
Na początku 2004 roku 2 teledyski do utworów „Mieniedżer” (grudzień 2003) i „Mamba” (styczeń 2004) stały się liderami rotacji na dwóch muzycznych kanałach telewizyjnych: MTV i Muz-TV. Wiosną 2004 roku odbyła się premiera teledysku „Dorogi”, który przez długi czas utrzymywał się na szczytach list przebojów. W czwartek, 27 maja 2004 roku w programie „MTV Release” po raz pierwszy został pokazany teledysk do piosenki „Gielendżyk”. Dziewiąty studyjny album zespołu Leningrad „Babarobot ili kak nużno diełat’ saundtrieki” został wydany 27 maja 2004 roku i stał się znany pod skróconą nazwą „Babarobot”. Płyta przestawia tak zwany „film”, historię opowiadającą o chłopakach, którzy pracowali w fabryce. Z nudy wymienili swojego przyjaciela o przezwisku „Robot” za cyborga, którego model nazywa się „Babarobot”. Po wydaniu albumu „Babarobot” popularność Leningradu znacznie wzrosła. Mniej było obsceniczności, a więcej tekstów i żartów. Po utworze WWW, Leningrad miał nowy hit, „Gielendżyk”. Rock-opera z Leningradu wypełniona jest humorem Sznura, realiami życia i muzyką wysokiej jakości. Utwór „Gielendżyk” stał się hitem na wybrzeżu Morza Czarnego i przez długi czas utrzymywał się na rosyjskich listach przebojów. 7 sierpnia 2004 roku Leningrad wystąpił na festiwalu „Naszestwije”. Podczas festiwalu Siergiej Sznurow został zaproszony do wykonania piosenki „Gielendżyk” z udziałem osób przebranych za dmuchane kurczaki, ale z różnych powodów pomysł nie został zrealizowany. Jesienią 2004 roku teledysk „Babu budu” z płyty „Dla mill[ZS1] ionow” pojawił się w rotacji MTV.
22 listopada 2005 roku ukazał się najbardziej „ciężko brzmiący” album „Chleb”. „Małaja Leningradskaja Simfonija” to kompilacja 5 znanych utworów Siergieja Sznurowa zaaranżowanych przez wiolonczelistę Siergieja Drabkina. W nagraniu tej ostatniej brał udział także performer i showman Stanisław Barecki, który wraz ze Sznurowem napisał teksty piosenek „Niebiesnyj tiennis” i „Kriedit”.
Na początku 2006 roku album „Chleb” ukazał się w Niemczech, gdzie płyta w wersji prezentowej została wydana przez wytwórnię „Eastblock”. 11 marca 2006 roku zespół Leningrad wystąpił w DS „Jubilejnyj”, a następnie został wydany na DVD pod tytułem „Lenin-grad żyw!!!”. 28 listopada 2006 roku ukazał się dwunasty album „Babje leto”.
Od 2007 roku wokalistka Julia Kogan dołączyła do zespołu Leningrad jako wokalistka wspierająca. 20 listopada 2007 roku grupa wydała swój trzynasty studyjny album „Awrora”. Krytycy przychylnie odnieśli się do albumu.
Latem 2008 roku zespół Leningrad wystąpił na corocznym festiwalu „Piknik Afiszy”. 25 grudnia 2008 roku po kilku udanych koncertach w moskiewskim klubie „B1 Maximum”, Siergiej Sznurow ogłosił rozpad Leningradu i założenie nowego zespołu pod nazwą „Rubl”. Pierwszy występ nowego zespołu odbył się na „rozgrzewce” z Leningradem w piątek 26 września 2008 r. (publiczność nie od razu rozpoznała Sznurowa, który zapuścił długie włosy i buczała na „obcych”). Pierwszy duży koncert solowy „Rubl” zagrał w Moskwie 30 stycznia 2009 roku. „Z dużą ilością ostrego języka”, czyli fitness-rock, jak określa styl muzyczny zespołu Siergiej Sznurow, okazał się hitem i znalazł wielu fanów nie tylko wśród fanów Leningradu.

### Od 2010 r.
9 sierpnia 2010 r. w prasie pojawiła się informacja o listopadowych koncertach w Moskwie.
20 września 2010 roku w sieci pojawił się pierwszy od dwóch lat nowy teledysk Leningradu – „Sładkij son”. W tym utworze Sznurow nie zaśpiewał ani jednego słowa, a główną partię wokalną wykonała Julia Kogan. Teledysk został wyreżyserowany przez petersburskiego fotografa Iwana Uszkowa. W ciągu trzech dni w internecie pojawił się drugi teledysk do utworu „Gorʹkij son”, którego tekst i muzyka są niemal identyczne jak w poprzednim utworze. Tym razem partię wokalną wykonał Wsiewołod Antonow.
24 września 2010 roku ukazał się teledysk „Chimkinskij les”, do którego tekst i muzykę napisali wspólnie Siergiej Sznurow i Stanisław Barecki. Klip został wyreżyserowany przez Andrieja Zakirzianowa na podstawie obrazów artysty Nikołaja Kopiejkina. Piosenka zawierała kpiny z niektórych osobistości rosyjskiego showbiznesu, w tym z wykonawcy Noize MC, który odpowiedział kompozycją „Pobriej zwiezdu”.
W dniach 26 i 27 listopada 2010 roku w stołecznym klubie „Arena Moscow” odbyły się dwa wyprzedane koncerty. Zespół zaprezentował się w nietypowym wizerunku – zamiast „skinheadów w pasiastych kamizelkach”, na scenę wyszli w większości wąsaci muzycy ubrani w stylu radzieckich zespołów wokalno-instrumentalnych (S. Sznurow pojawił się na scenie jako muzyk rockowy lat 70. – z włosami do ramion, perłową marynarką i wąskich dżinsach).
Album „Chna” został wydany 12 kwietnia 2011 roku i stał się czternastym studyjnym albumem zespołu. Prezentacja albumu odbyła się 12 i 13 kwietnia w Sankt Petersburgu, a także 22 i 23 kwietnia w moskiewskim klubie „A-2”. Program koncertu w dużej mierze składał się z dotychczasowych przebojów. W nagraniu płyty wzięła udział wokalistka jazzowa Julia Kogan, która pojawiła się również na okładce. Na kilka miesięcy przed premierą nowy materiał został umieszczony na stronie internetowej Leningradu, a także przeprowadzono ankietę: odwiedzający mieli wybrać nazwę nowego albumu pomiędzy „Pop i Bałda” a „S nami poch”. Żadna z opcji nie została jednak przyjęta, a dwa nieoficjalne albumy zespołu zostały wydane pod tymi nazwami nieco później. Album zadebiutował na 3. miejscu listy przebojów „Russia Top 25. Albumy”.
28 września 2011 roku na oficjalnej stronie zespołu pojawiła się wiadomość zawierająca grafikę albumu oraz napis: „Za tydzień...”. W tym samym czasie na stronie internetowej „Bolszogo goroda” pojawiła się wiadomość wideo od Siergieja Sznurowa. Piętnasty studyjny album Leningradu ukazał się 3 października 2011 roku pod tytułem „Wiecznyj ogonʹ”. Ukazał się on na stronie internetowej magazynu „Bolszoj gorod”. Lista utworów z tej płyty była trzymana w tajemnicy aż do momentu premiery, ale na krótko przed nią w rotacji „Nashe Radio” pojawiły się utwory „Pierwoje swidanije” i „Lubit nasz narod”.
17 października 2012 roku nowy album „Ryba” składający się z 12 utworów został oficjalnie wydany na stronie zespołu, natomiast 22 października 2012 roku do albumu zostały dodane 4 dodatkowe bonusowe utwory. Ostatnie 4 utwory na płycie są remake’ami znanych wcześniej piosenek Leningradu.
16 listopada 2012 roku w Moskwie odbył się ostatni koncert z wokalistką i wokalistką wspierającą Julią Kogan, która następnie udała się na urlop macierzyński, a 23 listopada ukazał się nowy teledysk z alternatywną wersją utworu „Ryba” gdzie chórki śpiewała Alisa Woks-Burmistrowa.
22 marca 2013 r. w sieci pojawił się nowy teledysk do starej piosenki „Finskij zaliw”, w którym oprócz Woks-Burmistrowej ponownie wystąpiła Kogan. W sierpniu zespół wystąpił na dwóch zagranicznych festiwalach muzycznych: 3 sierpnia w Kostrzynie nad Odrą na polskim Przystanku Woodstock oraz 10 sierpnia w Budapeszcie na Sziget Festival. Na początku września 2013 roku Julia Kogan odeszła z zespołu Leningrad.
Pod koniec 2014 roku ukazały się albumy „Farsz” i „Plaż nasz”.
W 2016 roku grupę opuściła Alisa Woks-Burmistrowa. Zastąpiły ją wokalistki Wasilisa Starszowa i Fłorida Czanturija.
19 listopada 2016 roku zespół Leningrad zdobył nagrodę muzyczną „Zołotoj grammofon” za utwór „Eksponat”.
W 2017 roku zespół skończył 20 lat. Z tej okazji Leningrad zorganizował wycieczkę „20 lat na wesoło!”. 13 lipca 2017 roku na stadionie „Otkrytije Ariena” odbył się jubileuszowy koncert, który przyciągnął rekordową liczbę widzów: ponad 45 tysięcy osób. W lipcu 2017 roku zrobiło się głośno o odejściu Wasilisy Starszowej z zespołu.
31 sierpnia 2017 roku w sieci pojawił się teledysk „Cz. P. Ch.” na oficjalnym kanale YouTube zespołu. Część utworu wykonał raper ST. W klipie wystąpili również raper Pharaoh, dziennikarz i publicysta Aleksandr Niewzorow oraz piłkarz Aleksandr Kierżakow. Tego samego dnia Siergiej Sznurow opublikował na Instagramie post z linkiem do klipu, według którego można przypuszczać, że „Cz. P. Ch.” to skrót od „Czisto pitierskaja chu*nia”.
We wrześniu 2017 roku Sznurow zapowiedział premierę nowego teledysku, precyzując, że zostanie on wydany w dniu, w którym prezydent Rosji Władimir Putin ogłosi swój start w wyborach prezydenckich w 2018 roku. Nowy teledysk do piosenki „Kandidat” ukazał się 20 października, kiedy Ksienija Sobczak ogłosiła chęć startu w wyborach. W listopadzie 2017 roku w zespole pojawiły się trzy nowe solistki: Wiktorija Kuźmina, Marija Olchowa i Anna Zołotowa.
13 kwietnia 2018 roku ukazał się pierwszy od czterech lat pełnowymiarowy album, „Wsiakoje.
19 października 2018 roku Leningrad pobił nowy rekord frekwencji wśród artystów w Rosji, przyciągając 65 110 widzów na „Zienit Arienie” w Petersburgu.
20 marca 2019 roku Sznurow zamieścił na swoim Instagramie wiersz, w którym ogłosił, że nadchodząca trasa zespołu będzie ich ostatnią. Przyczyna rozpadu była znana od dwóch lat, ale zespół nie poruszał tego tematu. Później, w wywiadzie dla RBC, Sznurow skomentował rozwiązanie zespołu: „Z każdego newscaster’a brzmiało, że przesuwamy się 'z powrotem do lat dziewięćdziesiątych’, że jesteśmy w erze stagnacji. Pomyślałem, że skoro jesteśmy w erze stagnacji, to sprawmy, żeby muzyka też była w stagnacji”. Zauważył również, że teraz skończyła się era stagnacji, co oznacza, że istnienie zespołu przestało mieć sens. Jednocześnie muzyk przyznał, że jeszcze kiedyś znowu poskłada zespół.
Trasa stadionowa rozpoczęła się 4 czerwca w Królewcu, a zakończyła 12 października w Sankt Petersburgu wyprzedanym koncertem, na który przybyło 67 115 osób. Na dzień przed koncertem wszystkie bilety zostały wyprzedane. W koncercie wziął również udział główny wokalista niemieckiego zespołu Rammstein, Till Lindemann.
Na konferencji prasowej i w wywiadzie Sznurow stwierdził, że robi sobie przerwę w poszukiwaniu nowych form i nie wyklucza, że od czasu do czasu będzie pisał teksty i wydawał piosenki.
W listopadzie 2019 roku gitarzysta i menedżer zespołu Dmitrij Guguczkin ogłosił, że Leningrad da swój ostatni koncert 31 grudnia. Również w jednym z wywiadów Siergiej Sznurow stwierdził, że pomimo ogłoszonego rozpadu, zespół zamierza wystąpić na festiwalu Coachella 2020 w Stanach Zjednoczonych.
23 listopada 2019 roku na CSKA Arena w Moskwie odbył się koncertowy pojedynek Red Bull Soundclash pomiędzy grupą Leningrad a raperem Noize MC. Zwycięstwo odniosła grupa Leningrad.

## Idea
Według Siergieja Sznurowa Leningrad to „prawdziwa rosyjska sztampa, która łączy ludzi z różnych warstw społecznych, światopoglądów i kierunków politycznych” i pokazuje zjawiska społeczne, pozwalając spojrzeć na siebie z zewnątrz, ale w sposób zabawny i odświętny (tu kilka cytatów z różnych wywiadów):
Ta energia niekończącej się rosyjskiej nienawiści do samego siebie jest czymś, co przetwarzamy za pomocą znaku plus. Wytwarzamy – uwielbiam to wyrażenie – eschatologiczne uniesienie. Tak jest, gdy przed tobą rozwija się grzyb atomowy, a ty się nie boisz.
Widzę Leningrad jako rodzaj placowej sztuki, ludowego teatru, błazeńskiego przedstawienia, w którym bohaterem jest Pietruszka. On jest nieprzewidywalny. W antytezie „Pierrota i Harlequina” (nawiązanie do piosenki „Думаю” – przyp.) istnieje gdzieś pośrodku.
W pewnym momencie zrozumiałem, o co chodzi w Leningradzie. Wszystkie zespoły chciały pokazać się na scenie lepiej niż są. A my chcieliśmy sprawiać wrażenie gorszych niż byliśmy w rzeczywistości. (...) Nie łamałem ludziom umysłów, po prostu współbrzmiałem z tym, co się w nich działo. Bo ja jestem taki sam. A to, co wielu ludzi myśli, powiedziałem ze sceny, to wszystko.
Zespół Leningrad jest tym, czym jest życie w Rosji. Jest o tu i teraz, jest aktualna, jest napisana normalnym językiem, nie ma tam słów, które byłyby niezrozumiałe. Najdokładniejszy opis rosyjskiego życia bez przekleństw jest niemożliwy. A urzędnicy opowiadają się za nieścisłymi opisami życia w Rosji. Odrzucają zakres.
Mimo to Leningrad jest oczywistym świętem. Wyraźne emocje. Nie ma tu żadnej tajemnicy. To nie jest premiera sztuki, na którą idziesz i nie wiesz, co się wydarzy. Wiele z naszych zespołów nie istnieje dla publiczności. Myślą, że publiczność istnieje dla nich. Ja tak nie myślę. Wiem, że istnieję dla publiczności. Ja mam odwrotny wektor. Jestem tam po to, żeby im było fajnie, a nie oni żeby przychodzili tu po to, żebym ja czuł się fajnie. Na tym właśnie stoimy. I tu właśnie będziemy stać.
Jednak pomimo pozornie frywolnego i radosnego charakteru większości jego kompozycji, w jednym z wywiadów Sznurow stwierdził, że wiele utworów i teledysków zespołu dotyczy zbliżającego się końca świata.
Dosłownie krzyczymy o tym w każdym wierszu, ale nikt nas nie słyszy!
Siergiej Sznurow określił styl muzyczny Leningradu na rok 2019 jako „radziecki pop, doprowadzony za pomocą nowoczesnego dźwięku i światła do przedawkowania adrenaliny”.

## Skład zespołu[42]
- Siergiej Sznurow – wokal, gitara
- Andriej Antonenko – tuba, keyboard
- Roman Parygin – trąbka
- Konstantyn Limonow – gitara
- Władisław Aleksandrow – puzon
- Ilja Rogaczewski – keyboard
- Wsiewołod Antonow – wokal, marakasy
- Andriej Kurajew – gitara basowa
- Denis Mozhin – instrumenty perkusyjne
- Aleksiej Kalinin – instrumenty perkusyjne
- Aleksej Kanew – saksofon barytonowy
- Grigorij Zontow – saksofon
- Dimitrij Guguszkin – gitara
- Florida Czanturija – wokal
- Aleksandr Popow – bębny
- Wiktor Rapotkin – skrzypce

## Dyskografia[43]

### Albumy studyjne
- 1999 – Пуля (Pula, pol. Kula)
- 1999 – Мат Без электричества (Mat biez elektriczestwa, pol. Wulgaryzm bez prądu)
- 2000 – Дачники (Daczniki, pol. Posiadacze dacz)
- 2001 – Пуля+ (Kula+; dwie płyty)
- 2001 – Маде Ин Жопа (Made in żopa, ang/pol. Made in dupa)
- 2002 – Пираты XXI века (Piraty XXI wieka, pol. Piraci XXI wieku)
- 2002 – Точка (Toczka, pol. Kropka)
- 2003 – Для миллионов (Dla millionow, pol. Dla milionów)
- 2004 – Бабаробот (Babarobot, pol. Baba-robot)
- 2005 – Хлеб (Chleb, pol. Chleb)
- 2005 – Huinya (Chujnia) – (płyta nagrana wraz z zespołem The Tiger Lillies)
- 2006 – Хлеб (Chleb; wersja niemiecka)
- 2006 – Бабье лето (Babie leto, pol. Babie lato)
- 2007 – Аврора (Awrora, pol. Aurora)
- 2011 – Хна (Chna, pol. Henna)
- 2011 – Вечный огонь (Wiecznyj ogon´ pol. Wieczny Ogień)
- 2012 – Рыба (Ryba, pol. Ryba)
- 2012 – Вечерний Ленинград
- 2014 – Фарш (Farsz)/Пляж наш (Plaż nasz, pol. Plaża nasza)(wydania różnią się kolejnością utworów)

### Single
- 2000 – Новый год
- 2015 – Восхитительно
- 2015 – Бомба
- 2015 – Патриотка
- 2015 – ЗОЖ
- 2015 – Самая любимая
- 2016 – Экспонат
- 2016 – В Питере – пить
- 2016 – Сиськи
- 2016 – Очки Собчак
- 2016 – Обезьяна и Орёл
- 2017 – Кольщик

### Albumy koncertowe
- 2003 – (Не) Полное собрание ((Nie) Połnoje sobranije, pol. (Nie) wszystkie dzieła zebrane)
- 2008 – Ленинград на НАШЕм радио
- 2008 – Концерт в ДС 'Юбилейный'
- 2008 – ГлавClub
- 2010 – Последний концерт Ленинграда
- 2012 – Зелёный театр

### Kompilacje
- 2001 – Я бухаю, но могу ускориться
- 2004 – (Не)полное собрание сочинений. Том I
- 2014 – Лучшее